# Margareta Capsia
Margareta Capsia, född 1682 i Stockholm, död 20 juni 1759 i Åbo, var en svensk-finländsk konstnär. Hon var kyrkomålare och är känd för sina altartavlor, men utförde även personporträtt. Hon räknas som den första kvinnliga yrkeskonstnären i Finland och en av de första i Norden.[källa behövs]
Margareta Capsia var dotter till handelsidkaren Gottfriedt Capsius och Anna Schultzin. Hennes föräldrar hade emigrerat till Stockholm från Nederländerna. Ingenting är känt om hennes tidiga liv och utbildning till konstnär. Hon gifte sig 1719 med prästen Jacob Gavelin och flyttade 1721 med honom till Vasa i Finland. 
Margareta Capsia utförde 1725 altartavlan Nattvarden i Pedersöre kyrka, signerad "PINXIT Margareta Gavelin. aut Capsia. An. 1725". Detta är hennes första kända verk. Målningen finns numera i Nationalmuseet i Helsingfors. Hon var efter detta känd som altarmålare i Österbotten. Sedan hon 1730 bosatte sig i Åbo, blev hon en välkänd och respekterad konstnär i Finland. 
Capsia målade altartavlorna i en rad kyrkor, bland annat Säkylä kyrkas altartavla 1739, och i den gamla kyrkan i Paldamo, den så kallade bildkyrkan, finns en altartavla från 1727 som föreställer nattvarden. Hennes altartavlor beskrivs som individualistiska och naivt ärliga bibelillustrationer, och hon ansågs som landets då främsta altarkonstnär jämte Mikael Toppelius.